# Davorin Popović
Davorin Popović (becenevén: Pimpek) (Szarajevó, 1946. szeptember 23. – Szarajevó, 2001. június 18.) bosnyák énekes, 1964-től haláláig a legendás Indexi együttes frontembere. 1995-ben Bosznia-Hercegovinát képviselte az Eurovíziós Dalfesztiválon, ám Dvadeset prvi vijek c. számával csak tizenkilencedik helyezést ért el.

## Pályafutása
1961-ben a Pauci együttesben indult karrierje, majd 1964-től az Indeksi (később Indexi írásmóddal) együttes tagja és zenekarvezetője volt. A boszniai háború idején a frontvonalakon járva együttesével koncerteket adott a boszniai hadsereg tagjainak. 1994-ben a repülőtér alatti alagúton sikerült távoznia Szarajevóból és eljutnia Londonba, ahol az Indexi együttessel a régi felállásban tudott fellépni. 1995-ben a Dublinban megrendezett Eurovíziós Dalfesztiválon képviselte Boszniát a Dvadeset prvi vijek c. dalával. Miután a boszniai háború véget ért, az Indexi együttessel horvátországi körútra indult. 1997-ben az első boszniai volt, aki egy nemzetközi video-híd műsorban Szarajevóból beszélgetett Goran Bregovićtyal aki akkor Belgrádban tartózkodott. Néhány százezer néző előtt osztották meg tapasztalataikat arról, hogy miért maradtak illetve nem maradtak Szarajevóban illetve az elmúlt években mit csináltak. 2002-re eltervezte, hogy az Indexi egy nagy szarajevói koncerttel ünnepelje meg fennállásának 40. évfordulóját. Ez azonban már nem valósulhatott meg, mert Popović 2001 májusában kórházba került. Egyhavi gyógykezelés után kiengedték, mivel állapota javult. 2001. június 17-én vasárnap este éjfélig kártyázott a barátaival, amikor rosszul lett. Másnap 13 óra tájban a szarajevói kórházban tüdővérzés következtében elhunyt.
A szarajevóiak szerint halálával egy egész zenei kulturális és szociális korszak zárult le. Alkotótevékenysége meghatározó szerepet játszott az 1960-as évekbeli jugoszláv rockzenei életben.

## Szólólemezei

### Kislemezek
- Ja sam uvijek htio ljudima da dam / Crveno svjetlo (PGP RTB, 1976)

### Nagylemezek
- Svaka je ljubav ista osim one prave (Diskoton, 1976)
- S tobom dijelim sve (Diskoton, 1984)
- S tobom dijelim sve (Croatia Records, 1996)